# Else Thalemann
Else Thalemann (Berlim, 29 de março de 1901, como Else Dorothea Moosdorf — Mölln, 19 de outubro de 1984) foi uma fotógrafa alemã. Tornou-se conhecida através de fotografias de indústrias e de plantas.

## Carreira
Ela nasceu Else Moosdorf no dia 29 de março de 1901. Durante a década de 1930, Thaleman foi contratada como fotojornalista em Berlim. Por volta do mesmo período, ela foi contratada por Ernst Fuhrmann para fotografar a estrutura das plantas. Ela teria abandonado a fotografia em 1938, quando Fuhrmann se mudou para os Estados Unidos. O seu estúdio de fotografia em Berlim foi destruído por um bombardeamento durante a Segunda Guerra Mundial. Ela faleceu no dia 19 de outubro de 1984, em Stift Lauterbach, Alemanha.

## Colecções
O seu trabalho está incluído na colecção do Museu de Belas Artes de Houston, do Art Institute of Chicago, do Museu J. Paul Getty, em Los Angeles, do Centro Internacional de Fotografia, da Galeria Nacional de Arte, Washington, do Museu Metropolitano de Arte, Nova York, e do Museu de Arte do Condado de Los Angeles.